# 제15회 부산국제어린이청소년영화제
제15회 부산국제어린이청소년영화제는 2020년 7월 7일에 열린 시상식이다.

## 수상 및 후보

### 마법의 필름 상
- 파티마의 정착생활 - 블랑카 오수나 수상
- 장벽을 넘어서 - 포 얀 보단 첸 수상
- 버스터를 본 적 있나요? - 엠마뉴엘 리 수상

### 마음의 별빛 상
- 프리치: 어 레볼루셔너리 테일 - 마티아스 브런 외 1명 수상
- 추방 - 왕쯔이 수상
- 늑대는 울지 않는다 - 사무엘 키쉬 수상
- 슬럼 - 잔 안드레이 코비 수상
- 어 퍼스트 페어웰 - 왕리나 수상
- 마라도나스 레그스 - 피라스 쿠리 수상
- 재키와 오프옌 - 안네마리 판 데 몬스 수상
- 사과나무 요정과 할아버지 - 알라 바르타니안 수상

### 파란하늘상
- 13살 병관이 - 신병관 수상
- 쓰레기장 - 박민우 수상
- 서울의 꽃 - 김원준 수상

### 넓은바다상
- 도망자 - 김가은 수상
- 채팅 - 김건우 수상
- 비밀 - 박유경 수상

### 맑은바람상
- 무지개 - 옹골찬 Cine de 대연 수상
- 졸업식 - 나수현 수상
- 지금 이 순간 - 성다희 수상

### 아시아타이업상
- 완벽한 나의 시 - 이동건 수상

### 레디~액션! 12
- 무지개 - 옹골찬 Cine de 대연
- 10살 아빠 - 홍인지
- 좀비친구 - 슬기로운 초등생활 (적암초 비즈쿨콘텐츠 동아리)
- 도망자 - 김가은
- 13살 병관이 - 신병관
- 오늘까지만 파격세일 - 탈랏 핫산
- 파티마의 정착생활 - 블랑카 오수나
- 물 속 학용품 세계 - 툰 클럽의 학생들
- 어느날 공룡들이 바뀌었다 - 디마 술로보프
- 우리 함께 걷자 - CEIP 세레이야 공립학교의 8~9세 학생들

### 레디~액션! 15
- 채팅 - 김건우
- 주차장 - 박지우
- 졸업식 - 나수현
- 쓰레기장 - 박민우
- 거짓말의 대가 - 이단 로스
- 카메라를 든 소년 - 아미르 호신 타밧
- 매직 아이스크림 - 비비아나 국제 어린이 미술학교
- 물이 지나가는 길 - 에드주키오 에포 에드먼드
- 거짓말탐지기 - 페치니코프 알렉스 외 1명
- 장벽을 넘어서 - 포 얀 보단 첸

### 레디~액션! 18
- 한 살 차이 - 박성훈
- 비밀 - 박유경
- 고물 - 이승빈
- 기다려 - 김승미
- 보고싶은 너에게 - 이희원
- 지금 이 순간 - 성다희
- 프렌즈 - 정연우
- 편지 - 오준기
- 슈퍼스타 - 이태양
- 서울의 꽃 - 김원준
- 완벽한 나의 시 - 이동건
- 포트럭 파티 - 올리비아 스콰이어스 외 1명
- 버스터를 본 적 있나요? - 엠마뉴엘 리
- 작은 뿌리 - 엘라 그린우드
- 압력 - 율리안 슈미더러
- 왓 잇 테이크스 - 아놀드 신
- 5월의 마지막 날 - 일리 한
- 마스크 복서 - 와이 신 청
- 러브 탭 - 조이 스파라치노
- 가장의 무게 - 라미즈 리즈크

### 리본더비키
- 종띵 - 이종훈
- 의문 - 야무르 멜렉 클르치
- 용서 - 채호준
- 그녀들 - 전서영
- 그 어떤 꿈이라도 - 제렌 데미르한
- 약속 - 케이 혼 밍
- 애벌레의 날갯짓 - 소피 마이스너
- 물의 가치 - 바닛 푸크람밤
- 끝나지 않을 이야기 - 카일 웡
- 액자의 바깥세상으로! - 툰 클럽의 학생들
- 새와 나무의 사랑이야기 - 디야 M
- 불빛들의 파티 - 툰 클럽의 학생들
- 분리수거는 깨끗한 지구 - 툰 클럽의 학생들
- 먼지나게 비오는 날 - 최지나
- 진숙이 - 조정민
- 햄버거 먹기 대작전 - 강연희
- 다리 밑 아이 - 전시은
- Plot : 사건의 이야기 - 박유하
- 내 탓이 아니야 - 옹골찬 Cine de 대연
- 누구라도 빛나 - 옹골찬 Cine de 대연

### 특별전
- 소중한 날의 꿈 - 안재훈
- 홍길동 - 신동헌
- 오스카의 아메리카 - 토르핀 이베르센
- 파이트 걸 - 요한 티머스
- 아름다운 여정 - 올리비에르 링게르

### 나를 찾아서
- 모르테놀 - 줄리앙 실로레이
- 키프로스 표류기 - 오데드 라즈
- 완벽한 늑대가 되는 법 - 알렉스 스타더만
- 기예르모의 방학 - 다니엘 레데르 노르만드
- 새벽 - 발렌틴 라피에흐
- 더 데이 애프터 아임 곤 - 님로드 엘다르
- 아워 레이디 오브 더 나일 - 아틱 라히미
- 레인 4 - 에밀리아노 쿤하
- 추방 - 왕 즈이
- 스탠드 업 - 피에르 르 갈 외 1명
- 롤라의 집 - 레오니드 스멜코브
- 무리의 규칙 - 토마시 폴렌스키
- 베인스 오브 더 월드 - 비암바수렌 다바아
- 빌어먹을 사춘기 - 세바스티앙 필로트
- 더 클럽 오브 어글리 칠드런 - 조나단 엘버스
- 프리치: 어 레볼루셔너리 테일 - 마티아스 브런 외 1명
- 그래서 나는 지렁이를 집어 들었다 - 리 슈퀸
- 블로이스트라트11 - 닝크 도이츠
- 수네-베스트 맨 - 존 홈버그
- 챔프 - 카산드라 오펜버그

### 너와 더불어
- 요나스의 빛나는 여름 - 마티나 자코바
- 환상의 마로나 - 안카 다미안
- 슬럼 - 잔 안드레이 코비
- H 이즈 포 해피니스 - 존 쉬디
- 백사전 - 황가강
- 강아지 탐정 셜록 - 추영조
- 브로콜리 - 일리엇 페트베스
- 베르사유에서 우리는 - 클레망스 마들렌-페아들리아 외 1명
- 래니 - 추아 지에 시에
- 겨울 - 굴리 바흐만
- 산타클로스 - 이지은
- 날아라! 캡틴 빔세 - 키어스틴 스쾨데 외 1명
- 팀 마르코 - 훌리오 빈센트 감부토
- 늑대는 울지 않는다 - 사무엘 키쉬
- 유어 턴 - 엘리자 카파이
- 댐 마을 수호대 - 베단티 다니
- 팬텀 아울 포레스트 - 아누 아운
- 샤울 앤 이반 - 레베카 아쿤

### 다름 안에서
- 남매의 여름밤 - 윤단비
- 카메라 소년 파하드 - 아바스 아람
- 이상한 나라의 니나 - 넬슨 보터 주니어
- 불곰영웅 밤세와 천둥꽃 대모험 - 크리스티안 릴티니우스
- 카데의 여름 - 압데누레 지아네
- 와칼리우드의 액션배우들 - 린 뷔요크룬트 외 2명
- 마라도나스 레그스 - 피라스 쿠리
- 안베사 - 모 스카펠리
- 선번드 - 캐롤라이나 헬스가드
- 영원하지 않아 - 알리요나 루빈슈틴 외 1명
- 내 생애 첫 번째 작별 - 왕 리나
- 로카 체인지스 더 월드 - 카티야 벤라트
- 라나와 보낸 여름 - 산네 보겔
- 투 파 어웨이 - 사라 빈켄슈테트
- 총을 가진 소년 - 칸잔 키쇼어 나트
- 안나 - 데켈 베렌슨
- 나치의 아이들 - 모하마드 파록마네시 외 1명
- 파인드 하버 포 어 데이 - 폴 마르케스 두아르테
- 난 악어가 무섭지 않아 - 마크 리바 외 1명
- 할아버지의 연애비법 - 토르트 테오도르 올슨
- 돌려줘! - 루샤마 에렌할

### 경계를 넘어
- 로테 앤 더 로스트 드래곤즈 - 헤이키 에르니츠 외 1명
- 내일은 우리의 것 - 쥘 드 메스트르
- 소중한 생각들 - 스텝 청
- 결혼의 조건 - 미첼라 오치핀티
- 하이드 엔 시크 - 바르보라 할리로바
- 복시와 보물지도 - 벨라 클링글
- 킬링타임 - 카밀 기요 외 5명
- 플랫 - 레브 볼로쉰
- 우주로 간 공룡들 - 폴-루이 아베르하르트
- 웜 스타 - 안나 쿠지나
- 파란 플라밍고 - 앨리스 드 블리에거
- 사과나무 요정과 할아버지 - 알라 바르타니얀
- 마이 네임 이즈 바그다드 - 카루 알베즈 데 소우자
- 마이 패밀리 앤 더 울프 - 아드리아 가르시아
- 포넛랜드와 잃어버린 마법 - 마커스 오블넬
- 캣츠토피아 - 게리 왕
- 재키와 오프옌 - 안네마리 판 데 몬스
- 아침이 오기 전까지 - 로제 스티브라
- 워크 - 오현주
- 리틀뱅 - 배지현
- 캐터펄트 - 벌라주 쇠베니-룩스
- 좀비 - 발로지
- 헬멧 - 오사마 칼레드
- 달콤한 케이크 - 브누아 슈
- 시칠리아, 곰들의 침략 - 로렌조 마토티
- 록스타 에디 구출작전 - 토마즈 스자프랜스키
- 의자 - 카를로스 펠리프 몬토야
- 버터부 - 에밀리 피저드

### 아시아 파노라마
- 나무 위의 바왕 - 장중화
- 달려라 소년 - 미르란 압디칼리코프
- 여동생 - 스치 송
- 땋은 머리 - 이즈멜 다르키
- 아담 - 쇼키 린
- 서정의 세계 - 김수로
- 누들 키드 - 후어 닝
- 우주의 끝 - 한병아
- 돔브라 - 라마잔 칼리올라
- 그 여름의 끝 - 김상규
- 교실 안의 야크 - 파우 초이닝 도르지
- 고아원 - 샤르바누 사다트
- #존 덴버 - 아덴 로즈 콘데즈

### 영화제 교류전
- 아빠 - 아틀 블락세스 외 1명
- 먹힘 - 모흐센 르자푸어
- 스위트 홈 - 채이태인 콘버삿
- 큰 늑대와 작은 늑대 - 레미 뒤랭
- 비온 뒤 - 후안 올라르테 외 6명
- 곰과 함께 - 클로틸드 키보 외 5명
- 엘사 앤 더 나이트 - 존스 멜그렌

### 패치워크 시리즈 모음
- 무당벌레 - 안길라 스테픈
- 불가사리 - 안길라 스테픈
- 애벌레 - 안길라 스테픈
- 고슴도치 - 안길라 스테픈
- 거미 - 안길라 스테픈
- 조개 - 안길라 스테픈
- 다람쥐 - 안길라 스테픈
- 벌새 - 안길라 스테픈
- 토끼 - 안길라 스테픈
- 부엉이 - 안길라 스테픈
- 개구리 - 안길라 스테픈
- 나무늘보 - 안길라 스테픈
- 양 - 안길라 스테픈
- 꿀벌 - 안길라 스테픈